# 德诺
57°49′N 29°58′E / 57.817°N 29.967°E
德諾（俄语：Дно）是俄羅斯普斯科夫州東部的一個城市，位於來往聖彼得堡—基輔和普斯科夫—博洛戈耶兩條鐵路的交匯點。2002年人口10,049人。
1897年建立，1925年建市。